# Terpenoide
Terpenoide sind eine Stoffgruppe an Naturstoffen oder verwandten Verbindungen, die sich strukturell vom Isopren ableiten. Von den ähnlichen Terpenen unterscheiden sie sich darin, dass sie funktionelle Gruppen enthalten, während es sich bei Terpenen um reine Kohlenwasserstoffe handelt. Ähnlich den Terpenen lassen sich auch die Terpenoide nach der Anzahl an Isopreneinheiten in Gruppen einteilen. Die Begriffe Terpen und Terpenoid werden jedoch im allgemeinen Sprachgebrauch selten sauber getrennt und sehr häufig synonym zueinander verwendet. Zu den Terpenoiden gehören unter anderem die Steroide, die Hopanoide und die Carotinoide.
Bei Terpenoiden werden häufiger während der Biosynthese ein oder mehrere Kohlenstoffatome entfernt oder umgruppiert, sodass die Verwandtschaft mit dem Isopren nicht so deutlich ist und auch nicht zwingend ein ganzzahliges Vielfaches der fünf Kohlenstoffatome des Isoprens vorliegt. Alle Terpenoide gehen jedoch biosynthetisch auf die Terpene zurück. Terpenoide bilden wichtige Merkmale zur Bestimmung von Pflanzen, da ein bestimmtes Inhaltsstoffmuster charakteristisch für eine bestimmte Pflanze (Chemotaxonomie) ist. Es sind einschließlich der Terpene mehr als 30.000 Terpenoide bekannt. Rund 8000 davon sind reine Kohlenwasserstoffe und werden damit im engeren Sinn zu den Terpenen gezählt.

## Iridoide
Eine Unterklasse von Terpenoiden sind die Iridoide. Sie wurden zum ersten Mal in einer Ameisenart gefunden (Iridomyrmex).

Iridodial

Sie bestehen aus einem Grundgerüst dem Iridodial. Typischerweise bestehen Iridoide aus zehn Kohlenstoffatomen, also zwei Isoprenuntereinheiten, und gehören somit  zu den Terpenen. Es gibt jedoch Iridoide mit acht und neun Kohlenstoffatomen, die durch Ausschleusung von Kohlenstoffmolekülen aus dem Grundgerüst entstehen; sie gehören in die große Gruppe der Terpenoide.

## Polyterpenoide
Prenylchinone sind Terpenoide mit bis zu zehn Isopreneinheiten, unter ihnen finden sich Vitamin K1 und K2, Vitamin E, Plastochinon sowie die Ubichinone.